# Liga de Béisbol Profesional de la República Dominicana 1999-2000
La temporada 1999-2000 de la Liga de Béisbol Profesional de la República Dominicana fue la 46ª edición de este campeonato. En esta temporada solamente se participó con solamente 5 equipos, marcando el regreso de las Estrellas Orientales y el continuo receso de los Azucareros del Este, debido a los daños causados a su estadio Francisco Micheli con el paso del Huracán Georges en septiembre de 1998. La temporada regular comenzó en octubre de 1999 y finalizó en diciembre de 1999. El Todos contra Todos o Round Robin inició a finales de diciembre de 1999 y finalizó en enero de 2000.  La Serie Final se llevó a cabo, iniciando y concluyendo en el mismo mes de enero de 2000, cuando las Águilas Cibaeñas se coronaron campeones de la liga sobre las Estrellas Orientales.